# 鸿路钢构
安徽鸿路钢结构(集团)股份有限公司（英語：Anhui Honglu Steel Construction(Group)Co.,Ltd.；深交所：002541，简称：鸿路钢构），是中国深圳证券交易所的一家上市公司，主营业务为钢结构制造销售、其他配套建材生产销售及钢结构装配式建筑工程总承包业务。
公司成立于2002年，2007年整体变更为股份公司并更为现名。2011年1月18日在深圳证券交易所挂牌交易。
2022年，公司实现营业收入198.48亿元，同比增长1.71%；实现净利润11.63亿元，同比增长1.09%。